# Наньсянь
Нанься́нь (кит. упр. 南县, пиньинь Nán xiàn) — уезд городского округа Иян провинции Хунань (КНР).

## История
Изначально это была акватория озера Дунтинху. В середине XIX века в Шишоу прорвало дамбу, и так как средств на её восстановление не было, то постепенно из смываемых рекой почвы и ила у берега озера стали образовываться отмели, сливающиеся в острова, которые получили название Наньчжоу (南洲, «южный речной остров»). Местные жители стали заниматься на этих островах хозяйственной деятельностью, и по ходатайству хунаньского сюньфу в 1895 году на стыке 6 уездов был образован Наньчжоуский непосредственно управляемый комиссариат (南洲直隶厅). После Синьхайской революции в Китае была проведена реформа структуры административного деления, в ходе которой комиссариаты были упразднены, и поэтому в 1913 году комиссариат был преобразован в уезд Наньчжоу (南洲县). В 1914 году уезд был переименован в Наньсянь.
После образования КНР в 1949 году был создан Специальный район Чандэ (常德专区), и уезд вошёл в его состав. В декабре 1962 года был воссоздан Специальный район Иян (益阳专区), и уезд перешёл в его состав. В 1970 году Специальный район Иян был переименован в Округ Иян (益阳地区).
Постановлением Госсовета КНР от 7 апреля 1994 года округ Иян был преобразован в городской округ.

## Административное деление
Уезд делится на 13 посёлков и 2 волости.